# Dulacia crassa
Dulacia crassa är en tvåhjärtbladig växtart som först beskrevs av Monachino, och fick sitt nu gällande namn av Herman Otto Sleumer. Dulacia crassa ingår i släktet Dulacia och familjen Olacaceae. Inga underarter finns listade i Catalogue of Life.